# Gullregn (revy)
Gullregn var Karl Gerhards mest framgångsrika revy, en stort uppslagen lyxrevy som kallades "revykomedi" eftersom särskilt den första akten är mer sammanhållen och har mer handling än vad revyer ofta har. Revyn spelades under 1940 och 1941.

## Om revyn
Revyn bygger på komedin Plutos av Aristofanes. Komedin berättar hur den blinde guden Plutos i välvilja strör pengar, ett guldregn, över Athen i tron att människorna då skall bli lyckliga. I stället uppstår förtal, avundsjuka och svek. Vems idén från början var att använda Plutos är oklart, men Karl Gerhard och Berthold Brecht som fanns i Sverige från april 1939 planerade att göra en revy tillsammad baserad just på Plutos. I början av 1940 skickade Brecht Gerhard en skiss på en sådan, som Gerhard gillade i stora drag men inte i detaljutförandet. Brecht lämnade Sverige 17 april, en vecka efter att Tyskland ockuperat Norge och Danmark. Den revy som sedan hade premiär i juli använde både Aristofanes pjäs och Brechts material mycket fritt, och Gerhard nämnde inte Brecht som medförfattare till revyn. Ett av revyns största nummer, Calle Hagmans trumslagare i Trum, trum, trummelitrum som ensam kommer hem efter krigsnederlag är ett av de inslag som har tydliga rötter i Brechts utkast. Revyns behandling av det aristofanska temat betecknades av filologen Ernst Nachmanson som kongenialt.
Revyn hade premiär 31 juli 1940 på Folkan, och spelades i mer än nio månader. Från 28 februari 1941 spelades den på Stora teatern i Göteborg, med små ändringar från stockholmsversionen. I april samma år hade revyn premiär i Malmö.
Gullregns mest kända nummer är kupletten Den ökända hästen från Troja, starkt kritisk mot nazistiska medlöpare och Sveriges undfallenhet mot Nazityskland. Numret var populärt men den tyska legationen ogillade den och numret förbjöds med hänvisning till en paragraf i en ordningsstadga från 1868. Karl Gerhard läste därför istället upp förbudet från scenen, vilket väckte munterhet i publiken. Karl Gerhard fick böter för att ha framfört kupletten en gång efter att ha mottagit förbudet, och uppmärksamheten kring detta gav revyn extra reklam. 30 september 1940 återuppstod kupletten med omskriven text som Den välkända hästen från Troja.

## Kupletter och visor
- Den ökända hästen från Troja, sjöngs av Karl Gerhard med balett och stor trähäst på scen[1]
- Det ska vara feda, breda pågar[4]
- Hurra hurra vad det är roligt i Moskva[1]
- Husförhöret[4]
- Lite gullregn över stan[1]
- Pallas Athene[4]
- Trum, trum, trummelitrum[4]/Jag kommer från Peleponesien, sjöngs av Calle Hagman[1]
- När som silla ho går te, i göteborgsversionen[1]
- Rädda karlen, i göteborgsversionen[1]
- Jag är ett bedårande barn av min tid, när Trojanska hästen utgick[1]

## Övriga nummer
- Hambofurstinnan, parodi på Csardasfurstinnan[1]

## Medverkande
- Lille Bror Söderlundh, kapellmästare och lutsångare[1]
- Gustaf Carlström, dekor[1]
- Sandro Malmquist, regi[1]
- Birgit Cullberg, koreografi och danssolo[1]
- Karl Gerhard[1]
- Katie Rolfsen[1]
- Greta Bjerke[1]
- Karen Scheutz[1]
- Naemi Brise[1]
- Carin Swensson[1]
- Calle Hagman[1]
- Eric Gustafsson[1]
- Wiktor ”Kulörten” Andersson[2]
- balett om tio balettflickor[1]